# Palais Mollard-Clary
Le palais Mollard-Clary est un célèbre palais baroque du centre de Vienne, situé dans la Herrengasse.

## Le Palais

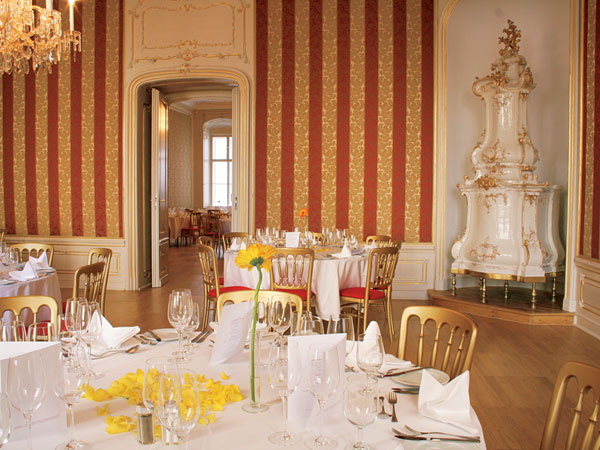
le Salon Coronelli du Palais Clary

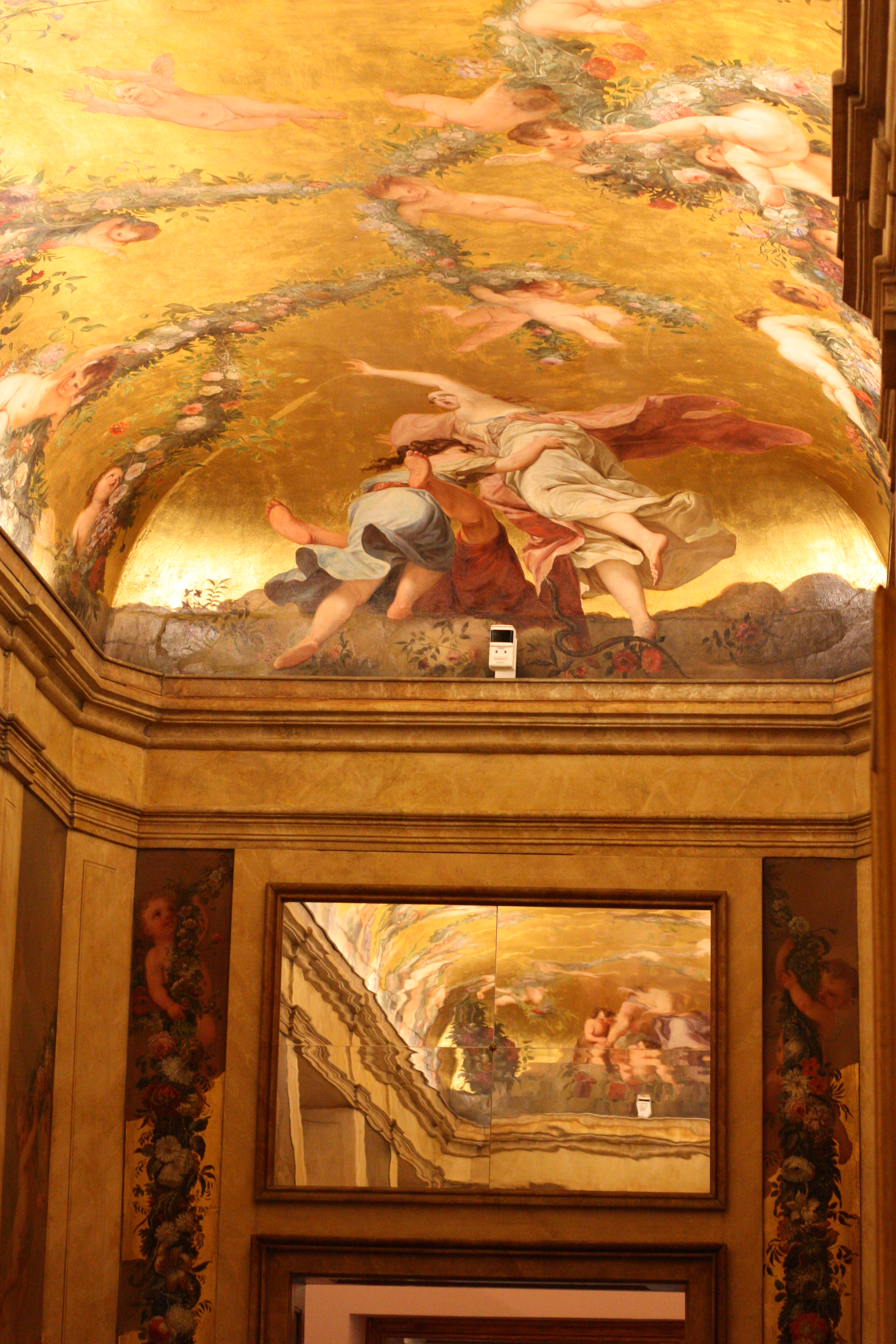
Plafond du Palais Clary

Situé au cœur de la vieille ville de Vienne, au numéro 9 de la Herrengasse, à proximité immédiate du Palais impérial de la Hofburg, le palais fut construit pour le comte Mollard de 1696 à 1698. En 1760, le prince Franz Wenzel von Clary-und-Aldringen acheta le palais afin d'en faire la résidence viennoise de l'illustre famille bohême.
En 1810, le prince Carl von Clary-und-Aldringen arrange au deuxième étage du palais l'une des bibliothèques privées les plus considérables de Vienne, le prince Carl rassemble également une collection d'estampes et de dessins remarquables. Entre 1879 et 1881 le palais est complètement rénové, on y installe le chauffage central ainsi qu'un système d'eau courante et des sanitaires modernes, parmi les premiers de Vienne, la façade est aussi rénovée et on en modifie le décor.
Le palais qui se développe sur cinq étages est caractérisé par une façade très travaillée qui s'élève au-dessus d'un porche monumental. Le palais est un chef-d’œuvre du baroque autrichien célèbre pour ses salons rocailles et sa cour d'honneur abritant un puits coiffée d'une grille de fer forgée datant de 1570, l'une des plus anciennes de Vienne. Le palais fut le lieu des célèbres tables rondes de l'Empereur Joseph II qui rassemblaient autour du despote éclairé et de son grand ami le prince Wenzel, la fine fleur de la haute aristocratie autrichienne.
Les intérieurs du palais combinent la splendeur baroque avec le raffinement aristocratique.
Parmi l'enfilade des salons, trois situés dans la partie privée sont particulièrement représentatifs de la vie intime de la grande aristocratie austro-hongroise: le somptueux Salon Hoboken et son décor haut-baroque servait de salle de musique, comme en témoigne encore la présence d'un superbe piano à queue Bösendorfer, le Salon Coronelli, du nom du célèbre cartographe Vincenzo Coronelli dont certains globes étaient exposés au milieu d'ensembles de salon rococo servait de salle à manger intime et l'immense Salon Clary et ses lustres en cristal de Bohême tenait lieu de salon de réception intime pour les princes Clary.

### Aujourd'hui
Depuis 2005, la Bibliothèque nationale autrichienne l’utilise comme site pour le musée des Globes, la Collection musicale et le musée de l'espéranto et Collection des langues construites.

## Les princes Clary-und-Aldringen

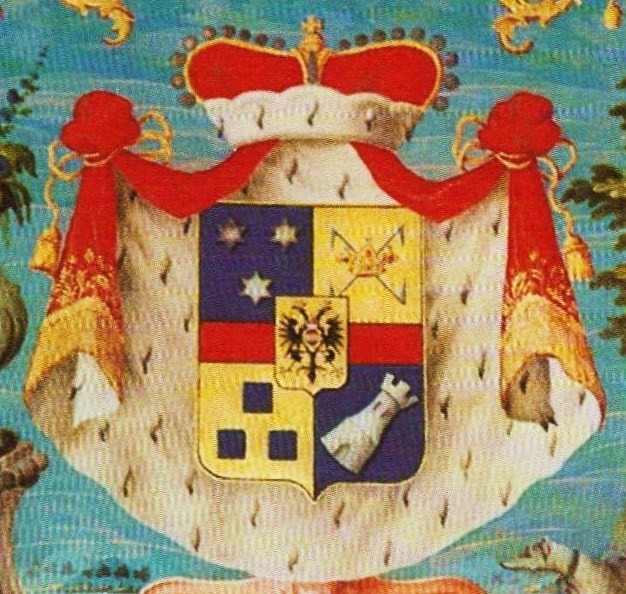
Le blason du Prince de Clary et Aldringen

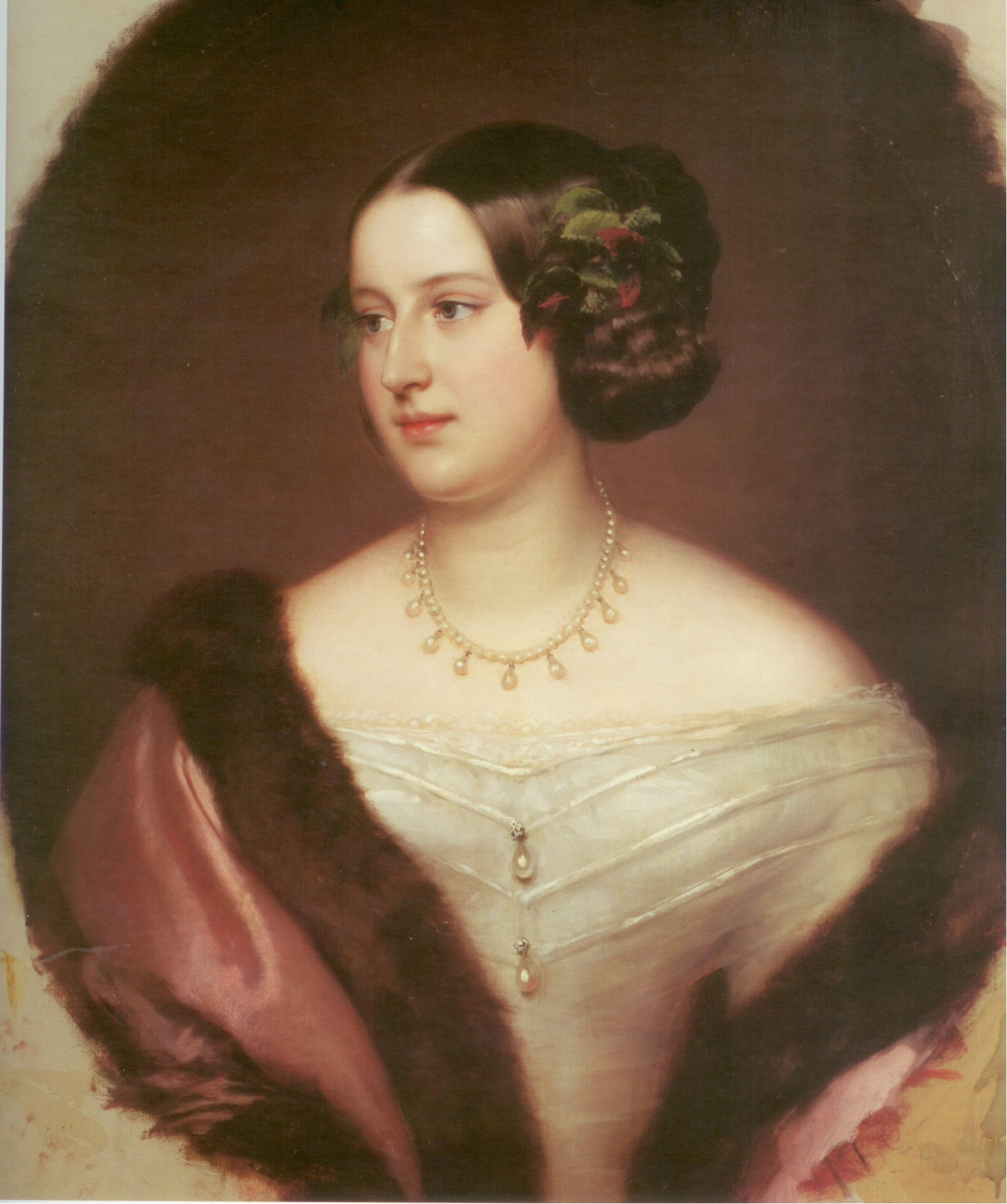
Portrait de SAS Elisabeth-Alexandrine de Ficquelmont, princesse Clary-und-Aldringen par Franz Schrocberg

Les princes Bohême Clary-und-Aldringen descendent de deux familles de la noblesse du Saint-Empire. D'une part la famille Clary, nobles du Nord de l'Italie, seigneurs de Riva del Garda, qui furent reçus dans la noblesse Bohême dès le XIVe siècle. D'autre part les Aldringen, issus d'une famille de la noblesse catholique des Pays-Bas espagnols rangée aux côtés des Habsbourg à l'issue des bouleversements religieux de la Réforme. En 1622, la comtesse Anna Maria von Aldringen, sœur et héritière du Reichsgraf Johann von Aldringen, commandant des armées autrichiennes durant la Guerre de Trente Ans, épouse le comte Hieronymus von Clary, fils du seigneur Bohême Franz von Clary. Leurs descendants sont autorisés, par décision impériale à relever les titres et armes des deux familles et portent dès lors le nom de Clary-und-Aldringen (Clary d'Aldringen ou Clary-Aldringen).
Les Clary-Aldringen obtient en 1635 la propriété de la ville de Teplice, confisquée aux comtes Kinsky. Malgré des luttes d'influence autour de ce domaine, les Clary-Aldringen se voit confirmés dans leurs possessions par l'Empereur Ferdinand, devenant ainsi les plus puissants nobles des Sudètes. Dès 1666, la famille est élevée au titre de comtes du Saint-Empire par l'Empereur Léopold Ier et continue son ascension, se rendant maîtresse d'immenses seigneuries dans la province du Tyrol dont elle finit par diriger les États en 1693.
En 1767, le comte Wenzel von Clary und Aldringen, Trésorier Impérial et conseiller privé de l'Empereur Joseph II, est élevé au titre de prince du Saint-Empire et siège à la Diète d'Empire. Les membres de la famille Clary-und-Aldringen deviennent membres héréditaires du Reichsrat, le Conseil d'Empire autrichien. Les règles de primogéniture s'appliquent au titre de Prince/Fürst qui n'est porté que par les aînés, les cadets étant titrés Comte/Graf ou Comtesse/Grafin Clary und Aldringen. Le chef de la famille possède le prédicat d'Altesse Sérénissime.
Les princes Clary-und-Aldringen sont la parfaite illustration de la haute noblesse (hoher Adel) austro-hongroise, la classe la plus élevée de la hiérarchie sociale impériale. Ce cercle restreint, souvent appelé les 100 Familien (100 familles), disposait, outre d’immenses richesses en fortune et en terres, d’une influence prédominante à la Cour impériale et donc sur la politique et la diplomatie de l’Empire.

## Célèbres résidents
- le Prince Wenzel von Clary-und-Aldringen, premier prince Clary-und-Aldringen
- la Princesse Élisabeth-Alexandrine von Clary-und-Aldringen, née comtesse de Ficquelmont, fille du comte Charles-Louis et de la comtesse Dorothea de Ficquelmont, née Tiesenhausen
- le Prince Siegfried von Clary-Aldringen (1897-1920), l'un des principaux diplomates austro-hongrois de son temps et fils de la précédente
- le Comte Manfred von Clary-Aldringen (1852-1928), homme d’État austro-hongrois, gouverneur de Silésie autrichienne puis de Styrie, ministre-président de Cisleithanie en 1889 et frères du précédent
- Léonel de Moustier (1817-1869), ambassadeur de France puis ministre des Affaires étrangères de Napoléon III, locataire entre 1860 et 1861.